# أنيا هوبر
أنيا هوبر (بالألمانية: Anja Huber) هي متزلجة تزلج صدري ألمانية، ولدت في 20 مايو 1983 في بيرتشسغادن في ألمانيا.

## وصلات خارجية
- أنيا هوبر على موقع IBSF (الإنجليزية)
- أنيا هوبر على موقع اللجنة الأولمبية الدولية (الإنجليزية)
- أنيا هوبر على موقع أوليمبيديا (الإنجليزية)
- أنيا هوبر على موقع اللجنة الأولمبية الألمانية (الألمانية)